# Mike van Diem
Mike van Diem (Druten, 12 januari 1959) is een Nederlandse regisseur en scenarioschrijver. Hij won in 1998 een Oscar voor beste internationale film voor zijn film Karakter.

## Levensloop
Van Diem werd geboren in Druten, maar groeide op in Sittard, in de villawijk die later figureerde als decor van Flodder. Zijn vader is te zien in deze film tijdens de titelsequentie (man bij de Ferrari) als de familie Flodder de wijk voor het eerst binnenrijdt. Van Diem is de middelste van drie broers. Hij studeerde in Utrecht, en werd lid bij studentenvereniging CS Veritas. Na een lange studententijd slaagde hij in 1989 voor de Nederlandse Film en Televisie Academie. 
Van Diems examenfilm als regisseur was Alaska, een korte psychologische thriller, met in de hoofdrol Coen van Vrijberghe de Coningh, Maeve van der Steen en Willem Nijholt. Van Diem schreef ook het scenario, terwijl De Coningh ook de muziekcomponist was voor de film. Tijdens de productie raakte de film in financiële problemen. Van Diem schreef vervolgens een brief naar First Floor Features, die vervolgens een deel van de film heeft gefinancierd. De film kreeg uiteindelijk een Gouden Kalf (uit handen van Huub Stapel). Het was de eerste studentenfilm die deze prijs won. Een jaar later won de film in Los Angeles de Student Academy Award en oogstte in 1991 grote waardering op het Amerikaanse Sundance Film Festival. Van Diem mocht vervolgens als scenarioschrijver aan de slag bij First Floor Features, terwijl De Coningh de hoofdrol kreeg in de door First Floor Features geproduceerde televisieserie Flodder. Voor deze serie levert Van Diem de ideeën voor het scenario van de afleveringen Soldaat Kees, Verkiezingen, Blauw bloed en De verjaardag.
In 1990 was Van Diem regie-assistent bij de film My Blue Heaven en besteedde hij twee jaar aan de ontwikkeling van zijn eigen scenario voor Across the street, een thriller die jarenlang werd aangekondigd in de internationale advertenties van First Floor Features. De film is er echter niet gekomen door problemen met het budget. In 1991 schreef Van Diem mee aan de korte film De tranen van Maria Machita van Paul Ruven die een Tuschinski Award en een Gouden Kalf in de categorie Beste korte film wist te winnen. In 1993 regisseerde hij acht afleveringen van de televisieserie Pleidooi. Voor de aflevering Noodweer werkt hij wederom samen met De Coningh.
In 1997 maakte hij voor First Floor Features de film Karakter. Zowel het scenario als de regie werd door Van Diem gedaan. In maart 1998 won de film een Oscar in de categorie niet-Engelstalig, nadat Jean van de Velde, zijn als inzending uitgekozen film All Stars had teruggetrokken, ten gunste van Karakter. Van Diem droeg in zijn dankrede de prijs op aan zijn goede vriend Coen van Vrijberghe de Coningh die kort daarvoor plotseling was overleden. Karakter won hiernaast de Grand Prix van het Paris Film Festival, de Grand Jury Prize van het AFI Fest en de Directors Week Award van de Fantasporto.
Pas in 2015 verscheen zijn tweede bioscoopfilm De surprise. Van Diem houdt zich hiernaast vooral bezig met het regisseren van reclamefilms voor televisie. Hij nam in 2016 de regie van de film Tulipani: Liefde, Eer en een Fiets over van de ziek geworden Marleen Gorris.

## Filmografie (selectie)
- Tulipani: Liefde, Eer en een Fiets (2017) (bekroond als Beste internationale film van het jaar (2017) van het Terra di Siena Film Festival.
- De surprise (2015)
- Karakter (1997)
- Pleidooi (1993) Tv-serie
- Flodder (1993) Tv-serie. afl. Kees Soldaat (1.2), Verkiezingen (1.3), Blauw bloed (1.6) en De verjaardag (1.9). Scenario naar een idee van Mike van Diem.
- De tranen van Maria Machita (1991)
- Alaska (1989)
- De andere kant (1988)

In De Boekverfilming (1999) heeft hij een cameorolletje.